# Ingo Voge
Ingo Voge, né le 14 février 1958 à Falkensee, est un bobeur est-allemand.

## Biographie
Ingo Voge participe à deux Jeux olympiques. Aux Jeux olympiques de 1984 à Sarajevo, il est médaillé d'argent de bob à quatre avec Bernhard Lehmann, Bogdan Musiol et Eberhard Weise. Il en fait de même en 1988 à Calgary avec une deuxième place en bob à quatre avec Wolfgang Hoppe, Bogdan Musiol et Dietmar Schauerhammer.
Il est divorcé de la fondeuse est-allemande Petra Sölter.

## Palmarès

### Jeux Olympiques
- : médaillé d'argent en bob à 4 aux JO 1984.
- : médaillé d'argent en bob à 4 aux JO 1988.

### Championnats monde
- : médaillé d'or en bob à 4 aux championnats monde de 1985.
- : médaillé de bronze en bob à 4 aux championnats monde de 1989.